# Abúkir
Abúkir (arabsky:أبو قير, znamená Otec Kír, v přepisu Abū Qīr podle sv. Cyra Alexandrijského; ve starověku latinsky Canopus) je egyptské přístavní město na pobřeží Středozemního moře, asi 25 km východně od současného centra města Alexandrie.

## Historie

### Starověk
Kanopus (latinské Canopus, starořecky Κάνωβος Kanobos nebo Κάνωπος Kanopos, ze staroegyptského Kah-nub, což znamená  „Zlaté dno“) byl v antice významným egyptským městem na západní straně delty Nilu. Spolu s Hérakleionem byl nejdůležitějším obchodním a strategickým přístavem na jihovýchodním pobřeží Středozemního moře před založením Alexandrie. Bohatství zde shromažďovaného zboží dalo městu název Zlaté dno. V době římské město proslulo jako luxusní sídlo a bývá označováno jako Saint Tropéz antiky. 
Zaniklo během nájezdů Mamlúků a Turků, kdy na jeho místě zůstala jen rybářská vesnice. 

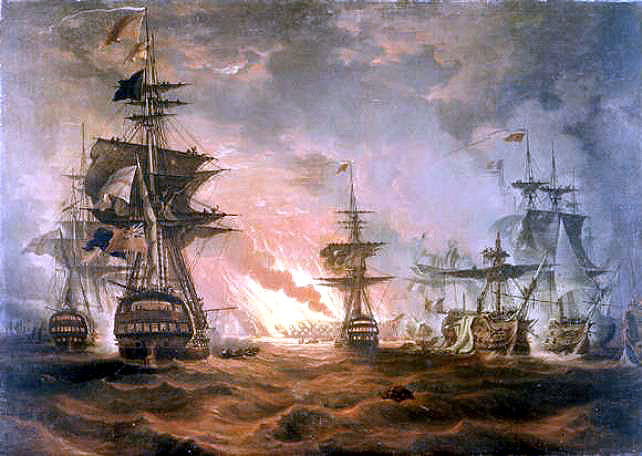
Thomas Luny: Anglo-francouzská námořní bitva u Abúkiru r. 1798

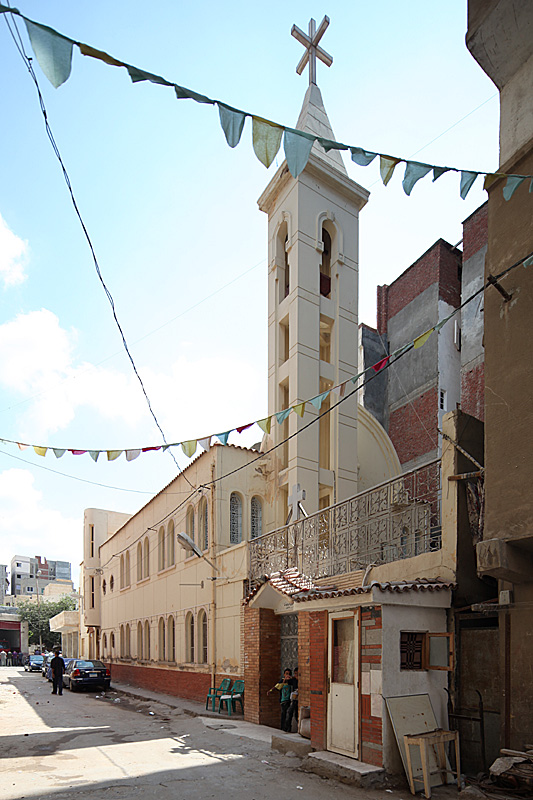
Koptský kostel sv. Cyra Alexandrijského a sv. Jana Almužníka

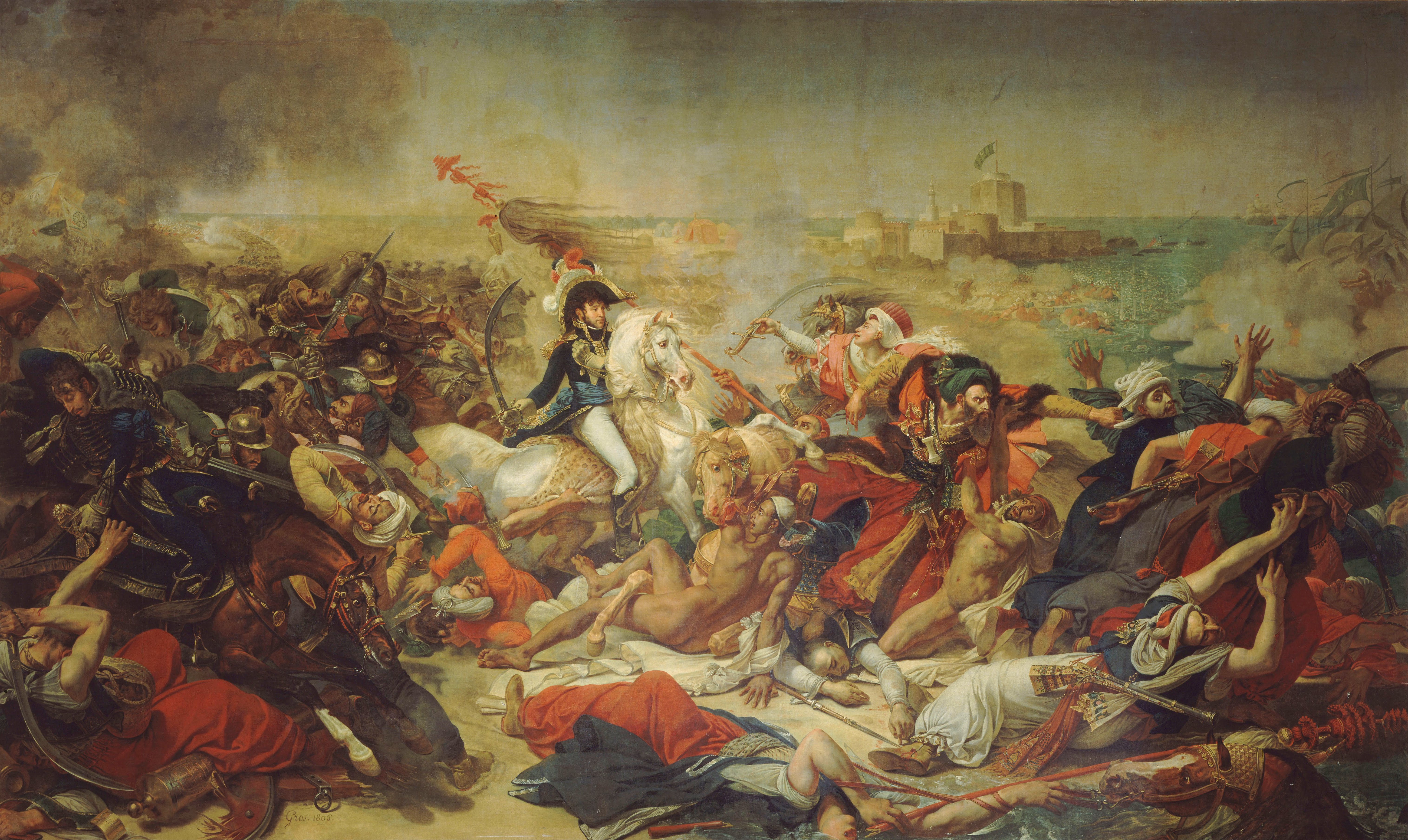
Antoine-Jean Gros:Napoleon a paša Said Mustafa v bitvě u Abúkiru r. 1799

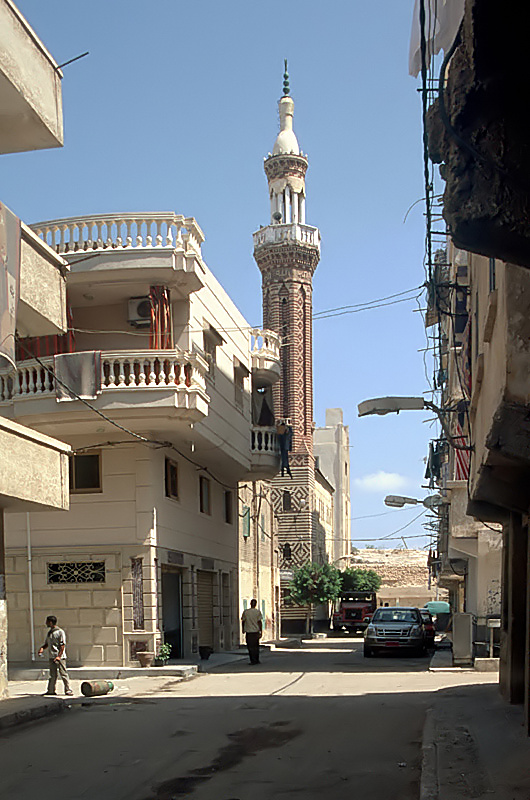
Mešita 10. ramadanu

K objevům staroegyptských a helénských památek z ptolemaiovského období došlo až ve 2. čtvrtině 19. století, zasloužil se o ně německý egyptolog Karl Richard Lepsius. Po četných nálezech kamenných fragmentů staveb s chrámem bohyně Serapis bylo  město roku 1866 prohlášeno archeologickou lokalitou.

### Středověk
Ve 2. století se zde narodil a žil křesťan, lékař a mučedník, svatý Cyr Alexandrijský († 303). Jihovýchodně odtud v osadě Meuthis založil koncem 2. století chrám, do něhož byly později přeneseny jeho ostatky. Chrám zničili muslimové, byl obnoven v 19. století a zcela přestavěn v roce 1935. Poutní místo zde udržovala koptská církev a františkáni.

### Novověk
Oblast a přilehlý záliv byly osídleny egyptskými muslimy i koptskými křesťany. Na přelomu 18. a 19. století se stal místem významných historických událostí. Strategická poloha přístavu vyvolala tři významné bitvy:
- Anglo-francouzská námořní bitva u Abúkíru z 1. srpna roku 1798, v níž admirál Horatio Nelson v čele britského loďstva porazil Napoleona.
- Francouzsko-turecká bitva z 25. července roku 1799, v níž proti Napoleonovi bojovali na moři i na souši osmanští Turci, které vedl paša Said Mustafa. Bitevní scénu zachytil Napoleonův dvorní malíř Antoine-Jean Gros v dramatickém momentu, v němž Napoleon zaútočil, Said Mustafa v černém turbanu padá s koně a otáčí se k útěku. V pozadí je vidět pevnost s bastiony a hrad v Abúkiru, které Napoleon dobyl  a obsadil 2. srpna.
- Anglo-francouzská pozemní bitva z 15. března roku 1801: britské vojsko vedl generál Ralph Abercromby, v čele Francouzů stál generál Jacques-François Menou. Britové již 8. března oblehli pevnost, 21. března 1801 ji dobyli a obsadili. Francouzi ustoupili k Alexandrii.

## Současnost
Obyvatelstvo tvoří jednak egyptští muslimové, kteří ve městě vystavěli 10 mešit, dále křesťanská menšina, sdružená při koptském kostele sv. Cyrila Alexandrijského a sv. Jana Alexandrijského, který patřil k poutním cílům, a františkáni. Ve 20. století byla podél pobřeží upravena řada pláží, vybudován komplex výškových staveb hotelů a obytných domů a obyvatelé se orientovali na služby turistického ruchu. V současnosti probíhá stavba velkého obchodního a turistického přístavu, která má být dokončena roku 2023.  

## Školství a věda
Kromě několika středních škol zde sídlí Arabská námořní akademie, námořní kolej a Akademie věd, technologie a lodní dopravy.

## Památky
- Archeologická lokalita Kanopus s pozůstatky kamenných staveb staroegyptských, řeckých a římských; v muzeu jsou vystaveny nálezy soch, keramiky a mincí.
- Pevnost Es-Saba'a, zčásti pobořená
- Pevnost s bastiony a děly z 19. století, v přístavu
- Liman Abu Qir – hrad, ve kterém Muhammad Alí Paša kolem roku 1800 zřídil věznici
- Chrám sv. Cyra Alexandrijského a sv. Jana Almužníka – trojlodní emporová bazilika z roku 1935, s využitím fragmentů staršího zdiva a několika ikon; nástěnné malby z r. 2007
- Pravoslavný chrám sv. Jiří
- Katolický chrám sv. Lucie s františkánskou školou
- Mešita 10. ramadanu
- Mešita El-Nahdá
- Staré domy z 18.–19. století – postupně bourané
- Bronzový pomník neznámého muslimského válečníka (možná Saladina), u nádraží
- Nelsonův ostrov v Abúkirské zátoce, hřbitov obětí bitev z let 1798–1801; roku 2000 prozkoumali archeologové a antropologové hroby. Zjistili, že v Nelsonově armádě byly také ženy a zemřely zde 3 děti.[4]